# Terrytown (Nebraska)
Terrytown è un comune degli Stati Uniti d'America, situato nello Stato del Nebraska, nella Contea di Scotts Bluff.